# Zsombor Piros
Zsombor Piros (født 13. oktober 1999 i Budapest, Ungarn) er en professionel tennisspiller fra Ungarn.